# Amer Abdulrahman
Amer Abdul Rahman Abdullah Hussein al-Hamadi (arabisch عامر عبد الرحمن عبد الله حسين الحمادي, DMG ʿĀmir ʿAbd ar-Raḥmān ʿAbd Allāh Ḥusain al-Ḥammādī; * 3. Juli 1989 in Abu Dhabi) ist ein arabischer Fußballspieler aus den Vereinigten Arabischen Emiraten.

## Karriere

### Verein
Amer Abdulrahman begann seine Karriere in der Saison 2006/07 beim FC Baniyas und stieg mit diesem zur Saison 2009/10 schließlich in die erste Liga auf. Nach der Saison 2015/16 verließ er nach gut zehn Jahren die Mannschaft dann in Richtung al-Ain, wo er in der Spielzeit 2017/18 mit seiner Mannschaft Meister wurde. Später gehörte er auch zu den Spielern bei der Klub-Weltmeisterschaft 2018, wo er in drei der vier Partien eingesetzt wurde. Im August 2019 zog er dann weiter zu al-Jazira, wo er am Ende der Saison 2020/21 noch ein weiteres Mal die Meisterschaft gewann. Anschließend kehrte er wieder zu Baniyas zurück.

### Nationalmannschaft
Nebst einiger Einsätze mit der U17 war er von 2004 bis 2009 in einigen Spielen für die U20-Nationalmannschaft aktiv. Mit dieser gewann er die Asienmeisterschaft 2008 und gehörte später auch mit zum Kader bei der Weltmeisterschaft 2009. Im Jahr 2010 gewann er mit einer U23-Auswahl zudem noch den Titel bei der GCC Championship, bei welcher er auch als bester Spieler ausgezeichnet wurde. Abgeschlossen wurde dieses Jahr für ihn dann mit der Silber-Medaille bei dem Fußballturnier der Asienspiele 2010.
Für die A-Nationalmannschaft kam er bereits am 18. November 2009 zu seinem ersten bekannten Einsatz, bei einer 0:1-Freundschaftsspielniederlage gegen den Irak, wo er in der Startelf stand. Nach einem weiteren Freundschaftsspieleinsatz im nächsten Monat, kam er ab Mitte des nächsten Jahres zu noch mehr Spielzeit bei Freundschaftsspielen.
Darauf wurde er dann auch für den Kader bei der Asienmeisterschaft 2011 nominiert, wo er in allen drei Gruppenspielen eingesetzt wurde. Später im Jahr folgten für ihn dann auch noch Einsätze bei der Qualifikation für die Weltmeisterschaft 2014, zumeist wurde er aber weiterhin nur in Freundschaftsspielen eingesetzt. Er gehörte dann aber auch mit zum Olympiakader bei dem Fußballturnier der Spiele 2012.
Beim Golfpokal 2013 war er schließlich auch wieder dabei und kam dort in jeder Partie zum Einsatz, wo er mit seinem Team am Ende auch durch einen 2:1-Sieg nach Verlängerung über den Irak den Titel mit seinem Team gewann. Auch im nächsten Jahr, war er nach weiteren Quali- und Freundschaftsspielen wieder beim Golfpokal 2014 dabei und sammelte dort weitere Einsätze. Kurz darauf kam er dann auch zur Nominierung für den Kader bei der Asienmeisterschaft 2015, wo er mit seinem Team am Ende Dritter wurde. Im weiteren Verlauf des Jahres sammelte er auch so einige Einsätze in der Qualifikation für die Weltmeisterschaft 2018, wo er es mit seinem Team bis in die dritte Quali-Runde schaffte. Nach 2016 folgten dann aber nur noch Freundschaftsspieleinsätze und sein letztes Turnier war dann die Asienmeisterschaft 2019, wo er mit seinem Team noch einmal ins Halbfinale schaffte.